# White Sands - Tracce nella sabbia
White Sands - Tracce nella sabbia (White Sands) è un film del 1992 diretto da Roger Donaldson.

## Trama
Un vice sceriffo indaga sulla morte di un agente dell'FBI trovato in possesso di una ventiquattrore piena di soldi. Il vice sceriffo però prima di scoprirne l'identità ha avuto la cattiva idea di prenderne il posto, per risalire all'assassino. Come se non bastasse arriva anche un agente della CIA.